# إيفايلو فاسيليف
إيفايلو فاسيليف (بالبلغارية: Ивайло Василев)‏ هو لاعب كرة قدم بلغاري في مركز الدفاع، ولد في 1 يوليو 1987 في بلغاريا. لعب مع أكاداميك صوفيا وليفسكي صوفيا.

## وصلات خارجية
- إيفايلو فاسيليف على موقع قاعدة بيانات كرة القدم.إي يو (الإنجليزية)